# Districtul Galyani Vadhana
Galyani Vadhana (în thailandeză กัลยาณิวัฒนา) este un district (Amphoe) din provincia Chiang Mai, Thailanda, cu o populație de 10.593 de locuitori și o suprafață de 647,58 km².

## Componență
Districtul este subdivizat în trei subdistricte (Tambon), care sunt subdivizate în 22 de sate (muban).
| Nr. | Nume        | În thailandeză | Sate | Locuitori |
| --- | ----------- | -------------- | ---- | --------- |
| 1.  | Ban Chan    | บ้านจันทร์        | 07   | 03,707    |
| 2.  | Mae Daet    | แม่แดด          | 08   | 03,359    |
| 3.  | Chaem Luang | แจ่มหลวง        | 07   | 03,527    |